# Мазяже-Нові
Мазяже-Нові (пол. Maziarze Nowe) — село в Польщі, у гміні Ілжа Радомського повіту Мазовецького воєводства.
Населення — 274 особи (2011).
У 1975-1998 роках село належало до Радомського воєводства.

## Демографія
Демографічна структура станом на 31 березня 2011 року:
|          | Загалом | Допрацездатний вік | Працездатний вік | Постпрацездатний вік |
| -------- | ------- | ------------------ | ---------------- | -------------------- |
| Чоловіки | 131     | 21                 | 95               | 15                   |
| Жінки    | 143     | 35                 | 78               | 30                   |
| Разом    | 274     | 56                 | 173              | 45                   |